# Антон Пашку
Антон Пашку (алб. Anton Pashku; Гражданик, код Призрена, 8. јануар 1937 — Приштина, 31. октобар 1995) био је албански и југословенски приповедач, романописац и драматург.

## Биографија
Рођен је у Гражданику, а одрастао у Призрену. Отац Тони, из Карашенђерђија, код Зјума, био је пекар, а мајка Гета, домаћица, рођена у Зјуму, подно Паштрика. Основну школу завршио је у Призрену, а средњу – Државну реалну гимназију, у Приштини. Од 1958. године радио је као новинар у листу Рилиндја, касније постаје уредник културне рубрике овог дневног листа на албанском језику у Приштини. Од 1973. године је уредник прозе и драме у издавачком сектору Рилиндје, где остаје све до смрти. Био је и уредник часописа за књижевност Јета е ре и ревије „Фјаља“.
Антон Пашку писао је приповетке, романе и драме који су превођени на језике ондашње Југославије. Прву причу објавио је 1955. године у књижевном часопису Јета е ре у Приштини. Од тада, па до смрти био је стално присутан у књижевном животу. Драме Синкопа и Гоф су извођене у позориштима на Косову, у Загребу и Скопљу. Пашку је по вокацији изузетно модеран писац, писац апсурда и гротеске, самоникао у албанској књижевности који је извршио велики утицај на њу. Био је члан Друштва књижевника Косова, а од 1993. године и Академије наука и уметности Косова.
Најважнија Пашкуова прозна дела преведена су на српски језик и објављена у Приштини (Јединство) и Београду (Просвета, Нолит). Драма Синкопа играна је на сцени Народног позоришта у Приштини 1996. године, док је Гоф најпре игран у аматерском позоришту у Косовској Митровици 1978, затим у Позоришту народности у Скопљу 1979, потом и на сцени Народног позоришта у Приштини 1980. године. Драма је изведена и у Театру ИТД у Загребу, 1980. године, да би је, неколико месеци пред пишчеву смрт, Народно позориште у Приштини поново ставило на репертоар.

## Дела
- Tregime (Приче), Jeta e re, Приштина, 1961
- Nji pjesë e lindjes (Део рођења), приче, Rilindja, Приштина, 1965
- Kulla (Кула), приче, Rilindja, Приштина, 1968
- Sinkopa (Синкопа), драма, Rilindja, Приштина, 1969
- Oh (Ох), роман, Rilindja, Приштина, 1971
- Kjasina (Мочвара), приче,Rilindja, Приштина, 1973
- Gof (Гоф), драма,Rilindja, Приштина, 1976
- Lutjet e mbrëmjes (Вечерња молитва), приче, Rilindja, Приштина, 1978
- Tragjedi moderne (Модерна трагедија), драма, Rilindja, Приштина, 1982

Издавачка кућа Рилиндја (Rilindja) је 1986. године објавила одабрана дела Антона Пашкуа у три тома: 1. Tregime fantastike (Фантастичне приче), 2. Oh (Ох) и 3. Tragjedi moderne (Модерна трагедија).